# NUTS:LT
A litvániai Nomenclature of Territorial Units for Statistics (NUTS, Statisztikai Célú Területi Egységek Nómenklatúrája) az egész Európai Uniót lefedő rendszer része, amelyet az Eurostat fejlesztett ki.
A litván NUTS beosztás a következő:
| NUTS 1   | NUTS 1 | NUTS 2   | NUTS 2 | NUTS 3                 | NUTS 3 |
| ország   | Kód    | ország   | Kód    | megye                  | Kód    |
| -------- | ------ | -------- | ------ | ---------------------- | ------ |
| Litvánia | LT0    | Litvánia | LT00   | Alytaus apskritis      | LT001  |
| Litvánia | LT0    | Litvánia | LT00   | Kauno apskritis        | LT002  |
| Litvánia | LT0    | Litvánia | LT00   | Klaipedos apskritis    | LT003  |
| Litvánia | LT0    | Litvánia | LT00   | Marijampoles apskritis | LT004  |
| Litvánia | LT0    | Litvánia | LT00   | Panevezio apskritis    | LT005  |
| Litvánia | LT0    | Litvánia | LT00   | Siauliu apskritis      | LT006  |
| Litvánia | LT0    | Litvánia | LT00   | Taurages apskritis     | LT007  |
| Litvánia | LT0    | Litvánia | LT00   | Telsiu apskritis       | LT008  |
| Litvánia | LT0    | Litvánia | LT00   | Utenos apskritis       | LT009  |
| Litvánia | LT0    | Litvánia | LT00   | Vilniaus apskritis     | LT00A  |